# Biblioteket i Babel
Biblioteket i Babel är en novell av Jorge Luis Borges. Den publicerades första gången 1941 i boken Trädgården med gångar som förgrenar sig, vilken i sin tur ingår i samlingen Fiktioner från 1944.
Biblioteket i Babel är en berättelse där universum liknas vid ett enormt bibliotek med till formatet identiskt lika böcker som var och en rymmer alla de möjliga kombinationerna av bokstäver, skiljetecken och mellanrum och därmed rymmer allt som är möjligt att uttrycka, på alla språk.

## Biblioteket i Babel (bok)
Biblioteket i Babel är också titeln på en antologi med noveller av Borges som utgavs på svenska 1963. Den består av ett urval ur novellsamlingarna Ficciones (1944) och El Aleph (1949).

### Innehåll
ur Ficciones
- Vägen till Almotásim
- De runda ruinerna
- Lotteriet i Babylon
- Biblioteket i Babel
- Trädgården med gångar som förgrenar sig
- Funes med det goda minnet
- Svärdets form
- Berättelsen om förrädaren och hjälten
- Det hemliga miraklet

ur El Aleph
- Den odödlige
- Den döde
- Berättelsen om krigaren och fången
- Asterións hus
- Den andra döden
- Deutsches Requiem
- Gudens skrift
- Abenjacán el Bojarí, död i sin labyrint
- Väntan
- Mannen på tröskeln
- Aleph